# Организационный набор
Организацио́нный набо́р (сокр. оргнабо́р; альтернативное: лимитчики (московский сленг — с конца XX века); в 1930-е годы — отходничество. 
Способ государственного управления трудовыми ресурсами и их перемещением (концентрацией, передислокацией).

## Суть явления
Оргнабор в СССР — привлечение преимущественно рабочих кадров на индустриальные предприятия. Форма перераспределения человеческих трудовых ресурсов.
Позволял в короткие сроки перераспределить в нужном направлении значительную часть работников, заранее спланировав их требуемое количество. В СССР осуществлялся для обеспечения трудовыми ресурсами строек народного хозяйства, а также глобальных проектов в безлюдной или малозаселенной местности — Крайний Север, Дальний Восток, большие стройки (БАМ, Казахстанская Целина, Нечерноземье, Норильский комбинат и т. д.). В 1930—1960-х в СССР осуществлялся преимущественно через райкомы комсомола (по комсомольской путёвке), а в ряде случаев — посредством мобилизации военными комиссариатами и/или через региональные службы занятости населения под руководством Министерства Трудовых резервов. 
В настоящее время территориальные службы занятости также могут осуществлять организационный набор с предоставлением безработным гражданам (желающим трудоустроиться в других регионах) бесплатные услуги по информированию о потребностях предприятий в квалифицированной рабочей силе, условиях труда и быта, занимаются оформлением необходимых документов.
Организационный набор в СССР выполнял как экономико-производственную, так и социальную функции, выступая, с одной стороны, как способ удовлетворения спроса работодателей на рабочую силу, а с другой — как средство обеспечения определенных личных интересов рабочих (смена места работы, более высокая оплата труда и т.д.). Во времена массовой безработицы государство (напр., США, 1930-е годы и др.) часто прибегает к методу организационного набора для перераспределения рабочей силы, человеческих ресурсов.
Организационный набор часто совмещался с общественным призывом населения и комсомольским призывом рабочей молодёжи (по комсомольским путёвкам).
В прозе организационный набор ярко показан в отношении первых и послевоенных пятилеток, когда массово производился набор рабочей силы для промышленности, транспорта и новостроек. Осуществление форсированной индустриализации первого пятилетнего плана потребовало привлечения в промышленность и строительство большого контингента рабочей силы. Однако старые организационные формы распределения трудовых ресурсов (наем рабочей силы через биржи труда и отходничество) не способны были решить эту задачу. Требовалась более надежная и устойчивая форма пополнения промышленности и строительства трудовыми ресурсами путём заключения договоров хозяйствующих организаций с колхозами, колхозниками и единоличниками. Постановление ЦИК и Совета народны комиссаров СССР от 30 июня 1931 «Об отходничестве» стало первым и основным нормативным актом в процедурах оргнабора. Постановление предусмотрело меры по усилению материальной заинтересованности колхозников и единоличников, уходящих по договору на работу в промышленность, строительство и на транспорт. Отходники-колхозники полностью освобождались от всяких отчислений от зарплаты в общественные фонды артели; по возвращении им в первую очередь предоставлялась работа в колхозе, наполовину снижался сельскохозяйственный налог. Колхозы, выделявшие отходников, получали материальное вознаграждение. Ответственность за вербовку рабочей силы для промышленности и других отраслей возлагалась на районные исполнительные комитеты и сельские советы. На промышленных предприятиях и стройках был создан аппарат для проведения набора рабочей силы по нарядам Народного комиссариата труда и облтруда. В 1931—1932 организационный набор смягчил напряжённость в обеспечении рабочей силой промышленности и строительства.
|
Об оргнаборе на Урале:
…Если на 1 января 1931 в сельхозартелях Урала насчитывалось 148 000 отходников, или 17,2 % ко всем трудоспособным колхозникам, то на 1-е января 1932 года число отходников достигло 424 800 чел. или 26,7 % к составу трудоспособных колхозников. Подавляющее большинство из них — 338 500 чел. — ушли в промышленность организованно, а 86 300 чел — самотёком. 250 000 чел. отходников закрепилось на производстве и стало постоянной рабочей силой. Наряду с этим при проведении организационного набора многие предприятия, особенно администрация новостроек, не выполнили взятых на себя обязательств перед завербованными колхозниками, не оказывали им материальной помощи. Работники вербовочного аппарата нередко не обеспечивали отходников медицинским обслуживанием, не выплачивали им пособия в период следования, не предоставляли жильё по прибытии на место. Высокой была стоимость вербовки отходников, особенно из отдаленных областей и районов. Поэтому многие предприятия отказывались от организационного набора, полагаясь на самотёк, что вело к росту текучести рабочей силы. В связи с этим годовая программа организационного набора рабочей силы в 1932 году в целом по Уралу была выполнена на 70 %, что позволило в основном ликвидировать острый дефицит рабочей силы и обеспечить трудовыми ресурсами промышленность, строительство и транспорт.
Менее активно применялся организационный набор в годы второй и третьей пятилеток. В последующие годы, вплоть до 1980-х, имели место эпизодические оргнаборы рабочих на предприятия и стройки. (Лит.: см. «Ефременков Н.В.» и «Бакунин А.В.» ниже).
В 1980-х организационный набор сочетался с призывом молодёжи на заполнение региональных мощностей домостроительных комбинатов в рамках программ создания МЖК.
В 1950-1980-х гг. организационный набор уступил место такой форме, как лимит прописки.